# أوكسيريا حمضية
أوكسيريا حمضية أو حميضة حمضية (الاسم العلمي:Oxyria acida) هي نوع غير مؤكد من النباتات يتبع جنس الأوكسيريا من الفصيلة البطباطية. الاسم العلمي لهذا النبات مكون من كلمتين أولاهما تشير إلى الجنس الذي ينتمي إليه والثانية وهي النَعْت (بالإنجليزية: epithet)‏ وتعني حمضي من الحمض (بالإنجليزية: acid)‏.
أوكسيريا حمضية تندرج تحت تصنيف Unresolved Name في موقع لائحة النباتات ، أي أنها لم يتم قبولها أو تعيينها كمرادف لكلمة أخري في القائمة بعد